# 강화 인산리 석실분
강화 인산리 석실분(江華 仁山里 石室墳)은 인천광역시 강화군 양도면 인산리에 있는 석실분이다. 1995년 3월 2일 인천광역시의 기념물 제27호로 지정되었다.

## 개요
고려시대의 석실분으로, 혈구산 서쪽 퇴모산 남쪽 8부 능선에 있다. 이 무덤은 구릉의 경사진 면에 반지하식으로 축조된 고려시대의 것으로 추정된다. 자연돌과 깬 돌을 이용하여 직사각형의 네모상자 형태로 돌방(석실)을 만들고 그 앞에는 경사면을 따라 3단의 축대를 쌓아 묘역을 구성했을 것으로 짐작되나 현재는 축대가 모두 붕괴되어 묘역의 흔적을 찾아보기 어려운 상황이다. 다만 석실을 중심으로 넓은 지역에 돌무지가 형성되어 이곳이 인산리 석실분의 묘역이었음을 짐작할 따름이다. 천장은 크고 납작한 판돌을 덮은 납작천장(평천장)이고, 동·서·북쪽의 벽면은 크기가 일정치 않은 자연석을 이용해 면을 맞추어 5∼7단 쌓아 올린 뒤 남벽은 크고 납작한 돌을 세워 입구를 막은 형태이다.

## 참고 문헌
- 강화 인산리 석실분 - 국가유산청 국가유산포털